# Паметник на свободата (Севлиево)
Вижте пояснителната страница за други значения на Паметник на свободата.
Паметникът на Свободата, или Статуя на Свободата, в Севлиево е официално открит на 8 септември 1894 г.
Изграждането на паметника започва през 1882 г. по инициатива на създаденото от опълченци дружество „Лев“ в Севлиево. Първата цел на дружеството е издигането на паметник, напомнящ за загиналите опълченци, въстаници и поборници. Изграждането му струва около 30 000 златни лева, като две трети са дарени от гражданите на Севлиево, Ловеч, Плевен и Търново. Проектът е на Ото Хорейши и италианския скулптор Арнолдо Дзоки. Върху 12-метрова каменна колона от римския град Никополис ад Иструм е поставена скулптурата на млада жена, която символизира свободна и независима България. Бронзовата фигура е изработена във Виена. След това с кораб е превозена до Свищов, а от там с волски коли до Севлиево. В лявата си ръка държи лавров венец символизиращ загиналите за свободата на България, а в дясната – тръба, насочена към Македония, с която се отправя зов за обединение на всички български земи. Върху постамента са поставени четири бронзови плочи с текстове, които са подбрани от Петко Славейков. Паметникът е издигнат на място, където са обесени осем севлиевци по време на Априлското въстание.